# Канада на Летњим олимпијским играма 1932.
Канада је учествовала на Летњим олимпијским играма, одржаним 1932. године у Лос Анђелесу САД, по осми пут у својој историји, освојивши на овим играма петнаест медаља, од тога две златне, пет сребрних и осам бронзаних. 
Канада је на ове игре послала, до тада, своју највећу групу спортиста која је бројала 102 спортиста (85 спортиста и 17 спортисткиња) који су узели учешће у 68 спортских дисциплина од укупно 10 спортова у којима су се такмичили.
И поред чињенице да је у време игара трајала Велика економска криза такозвана Велика депресија, Канда је на ове игре послала рекордан број учесника, мада неки скоро да и нису успели да оду. Канадски Олимпијски савез је успео да сакупи само 12.000 долара за трошкове, али спортисти су се сами побринули да помогну савез да би се сви квалификовани спортисти могли послати на игре. Сакупљали су добровољне прилоге и тражили средства од својих клубова. 
Канадски олимпијјци са највише освојених медаља на овим играма су били Фил Едвардс са три бронзе у атлетици и Алекс Вилсон са једном сребрном и две бронзане медаље, све у атлетици
Данкан Макнатон, је освојио златну медаљу у скоку увис са прескочених 197 центиметара, што је била задња медаља канађана освојених у атлетици а да није била у трчању.

## Освајачи медаља
Канада је у укупном скору завршила као дванаеста нација по броју медаља, укупно петнаест, од тога две златне, пет сребрних и осам бронзаних медаља. 

### Злато
- Данкан Мекнатон – Атлетика — Скок увис, мушки
- Хорас Гвини – Бокс — бантам, мушки

### Сребро
- Хилда Страјк – Атлетика — 100 m, жене
- Александер Вилсон – Атлетика — 800 , мушки
- Данијел Макдоналд – Рвање — слободно, велтер, мушки
- Штафета – Атлетика — 4x100m, жене[3]
- Једрење — класа 8 m, мушки[4]

### Бронза
- Фил Едвардс – Атлетика — 800 , мушки
- Фил Едвардс – Атлетика — 1500 m, мушки
- Александер Вилсон – Атлетика — 400 m, мушки
- Штафета – Атлетика — 4x400m, мушки[5]
- Ева Довс – Атлетика — Скок увис, жене
- Чарлс Прат и Ноел Де Мил – Веслање — двојац, мушки
- Осмерац са кормиларем – Веслање — мушки[6]
- Једрење — класа 6 m, мушки[7]